# Калікст I
Калікст I (лат. Calixtus; ? — 222, Рим, Стародавній Рим) — шістнадцятий папа Римський  з 217 по 11 жовтня 222 року. Святий Католицької церкви.

## Життя
Його сучасник та неприятель, автор Філософумени стверджує, що Калікст був рабом Карпофора, який змусив його працювати у тогочасному банку (міняльній установі). Оскільки Калікст не мав здібностей до діяльності у галузі фінансів, він допустив втрату коштів, що належали окремим християнам. Тому його було поміщено до в'язниці, з якої Калікст утік. Пізніше його було заслано до копальні на острові Сардинія. Відповідно до списку папи Римського Віктора I його було звільнено разом з іншими християнами.
Калікст був дияконом, якого папа Зеферин уповноважив управляти християнськими похованнями, які пізніше були названі катакомбами святого Калікста. Він був патроном базиліки Святої Марії у Трастевере. Визнавав можливість шлюбу між вільною жінкою та рабом.
За переказами папа помер мученицькою смертю у 222 році. Після того як святого схопили та сильно побили, його було кинуто з каменем на шиї у криницю, що була на території будинку римського патриція Понтіануса, де у часи переслідувань церкви святий Папа (Калікст) з іншими християнами часто шукав притулку для молитви, хрещення і для навернення невіруючих. На цьому місці стоїть церква Сан Каллісто.

## Смерть
Ймовірно, Калікст був замучений близько 222 або 223 року під час народного повстання. Існує легенда, що він був кинутий у колодязь, однак вона не має історичного підґрунтя. За апокрифічним Діянням Святого Каллікста, Астерій, римський диякон, підняв тіло Калікста з дна колодязя і вночі поховав його. Астерій був заарештований за це префектом Александром, а потім кинутий з моста в річку Тибр. Він був похований на кладовищі Калеподія. Його мощі були перенесені у IX столітті до церкви Санта Марія ін Трастевере.
Католицька церква відзначає пам'ять Святого Калікста 14 жовтня.